# Coppa del Re 1925
La Copa del Rey 1925 fu la 25ª edizione della Coppa del Re. Il torneo iniziò il 1º marzo e si concluse il 10 maggio 1925. La finale si svolse all'Estadio Reina Victoria di Siviglia dove il Barcellona conquistò il sesto titolo. In questa edizione fu reintrodotta la fase a gironi e si aggiunse un undicesimo club, essendosi la Castiglia-Leon creatasi un campionato diverso da Madrid.

## Partecipanti
- Biscaglia:  Arenas Getxo
- Gipuzkoa:  Real Sociedad
- Castiglia:  Atlético Madrid
- Andalusia:  Siviglia
- Galizia:  Celta Vigo
- Asturie:  Oviedo
- Catalogna:  Barcellona
- Levante:  Valencia
- Aragona: RSA Saragozza
- Cantabria:  Racing Santander
- Castiglia e León:  Real Valladolid

## Fase a gironi

### Gruppo I
| Squadra       | P.ti | G | V | N | P | GF | GS | DR  |
| ------------- | ---- | - | - | - | - | -- | -- | --- |
| Barcellona    | 7    | 4 | 3 | 1 | 0 | 21 | 5  | +16 |
| Valencia      | 5    | 4 | 2 | 1 | 1 | 13 | 8  | +7  |
| RSA Saragozza | 5    | 4 | 0 | 0 | 4 | 1  | 22 | -21 |

| 1º marzo 1925 |       |               |
| FC Barcellona | 7 - 3 | Valencia FC   |
| 8 marzo 1925  |       |               |
| Valencia FC   | 8 - 0 | RSA Saragozza |
| 15 marzo 1925 |       |               |
| RSA Saragozza | 1 - 5 | FC Barcellona |
| 22 marzo 1925 |       |               |
| Valencia FC   | 1 - 1 | FC Barcellona |
| 29 marzo 1925 |       |               |
| RSA Saragozza | 0 - 1 | Valencia FC   |
| 5 aprile 1925 |       |               |
| FC Barcellona | 8 - 0 | RSA Saragozza |

### Gruppo II
| Squadra         | P.ti | G | V | N | P | GF | GS | DR |
| --------------- | ---- | - | - | - | - | -- | -- | -- |
| Atlético Madrid | 2    | 2 | 1 | 0 | 1 | 3  | 2  | +1 |
| Siviglia        | 2    | 2 | 1 | 0 | 1 | 2  | 3  | -1 |

| 15 marzo 1925              |       |                 |
| Atletico Madrid            | 3 - 1 | Siviglia        |
| 5 aprile 1925              |       |                 |
| Siviglia                   | 1 - 0 | Atletico Madrid |
| 12 aprile 1925 (Spareggio) |       |                 |
| Atletico Madrid            | 3 - 2 | Siviglia        |

### Gruppo III
| Squadra          | P.ti | G | V | N | P | GF | GS | DR |
| ---------------- | ---- | - | - | - | - | -- | -- | -- |
| Arenas Getxo     | 5    | 4 | 1 | 3 | 0 | 7  | 5  | +2 |
| Real Sociedad    | 4    | 4 | 1 | 2 | 1 | 7  | 5  | +2 |
| Racing Santander | 3    | 4 | 0 | 3 | 1 | 4  | 8  | -4 |

| 8 marzo 1925     |       |                  |
| Racing Santander | 1 - 1 | Real Sociedad    |
| 15 marzo 1925    |       |                  |
| Real Sociedad    | 1 - 1 | Arenas Getxo     |
| 19 marzo 1925    |       |                  |
| Arenas Getxo     | 2 - 2 | Racing Santander |
| 22 marzo 1925    |       |                  |
| Real Sociedad    | 4 - 0 | Racing Santander |
| 29 marzo 1925    |       |                  |
| Arenas Getxo     | 3 - 1 | Real Sociedad    |
| 5 aprile 1925    |       |                  |
| Racing Santander | 1 - 1 | Arenas Getxo     |

### Gruppo IV
| Squadra         | P.ti | G | V | N | P | GF | GS | DR  |
| --------------- | ---- | - | - | - | - | -- | -- | --- |
| Celta Vigo      | 8    | 4 | 4 | 0 | 0 | 19 | 6  | +13 |
| Oviedo          | 3    | 4 | 1 | 1 | 2 | 6  | 8  | -2  |
| Real Valladolid | 1    | 4 | 0 | 1 | 3 | 5  | 16 | -11 |

| 1º marzo 1925  |       |            |
| Valladolid     | 1 - 6 | Celta      |
| 8 marzo 1925   |       |            |
| Valladolid     | 0 - 1 | Oviedo     |
| 15 marzo 1925  |       |            |
| Celta          | 2 - 0 | Oviedo     |
| 22 marzo 1925  |       |            |
| Celta          | 7 - 2 | Valladolid |
| 5 aprile 1925  |       |            |
| Oviedo         | 3 - 4 | Celta      |
| 12 aprile 1925 |       |            |
| Oviedo         | 2 - 2 | Valladolid |

## Semifinali
| 19 aprile 1925 | Barcellona | 3 – 2 | Atlético Madrid |  |

| 26 aprile 1925 | Atlético Madrid | 2 – 1 | Barcellona |  |

Avendo vinto una partita per parte, l'Atletico Madrid e il Barcellona disputarono uno spareggio su campo neutro.
| Saragozza 5 maggio 1925 | Atlético Madrid | 1 – 2 | Barcellona |  |

| 19 aprile 1925 | Arenas Getxo | 1 – 0 | Celta Vigo |  |

| 26 aprile 1925 | Celta Vigo | 1 – 1 | Arenas Getxo |  |

## Finale
| Arbitro: | Balaguer |

|                        |           |  |
| Samitier 9’ Sancho 34’ | Marcatori |  |